# Andrea Veneracion
Andrea O. Veneracion (Manilla, 11 juli 1928 – Quezon City, 9 juli 2013) was een Filipijns musicus. Ze was oprichter en dirigent van de Philippine Madrigal Singers en werd in 1999 benoemd tot nationaal kunstenaar van de Filipijnen.

## Biografie
Andrea Veneracion werd op 11 juli 1928 geboren in de Filipijnse hoofdstad Manilla. Haar ouders waren Macario Ofilada en zangdocente Raymunda Carriaga. Ze studeerde piano en zang aan de University of the Philippines, waar ze cum laude haar bachelor-diploma behaalde. Na haar afstuderen zong ze als solist Oratoriums en operas. Ook was ze actief als pianiste. Ze begeleidde op de piano gedurende enkele jaren nationaal kunstenaar van de Filipijnen Jovita Fuentes. Later vertrok ze naar de Verenigde Staten, waar ze haar master-diploma zang aan de Indiana University in de Verenigde Staten
Na haar terugkeer in de Filipijnen richtte Veneracio in 1963 de University of the Philippine Madrigal Singers op. Tevens was ze dirigent van dit koor dat gedurende de jaren die volgden internationaal aanzien verwierf. In 1980 werd de naam van het koor veranderd in Philippine Madrigal Singers. Het koor won in het buitenland vele onderscheidingen. In 1996 won het koor International Choral Competition in de Spaanse stad Tolosa. Het jaar erop werden de Madrigal Singers eerste bij European Grand Prix voor koormuziek. Later in 2007 herhaalde het koor deze prestatie.
In 2001 stopte ze als dirigent van de Madrigal Singers, waarna Mark Anthony Carpio het overnam. Als gevolg van een beroerte raakte ze in 2005 in coma. Veneracion overleed in 2013 twee dagen voor haar 85e verjaardag in haar huis in Cubao, Quezon City. Andrea Veneracio was getrouwd met dr. Felipe Veneracion en kreeg met hem vijf kinderen.